# Pergioco
Pergioco (col sottotitolo Rivista di giochi "intelligenti") è stata una rivista mensile italiana di giochi, pubblicata dall'ottobre 1980 all'estate 1984.

## Storia
Fondata a Milano da Silvana Brusini, Roberto Casalini, Marco Donadoni, Giuseppe Meroni (che ne è il direttore), Renzo Riccò e Stefano Signorelli, esce per la prima volta nelle edicole italiane nell'ottobre del 1980 e prosegue sino all'agosto-settembre del 1984, con alcuni cambi di direzione, per un totale di 43 numeri.
Rivolta a un pubblico adulto e dedicata ad ogni forma di gioco, ha riunito per anni i più affermati esperti di gioco italiani ospitando al tempo stesso molti esordienti. Inoltre è stata il modello per diverse testate degli anni successivi tra cui Giochi Magazine, eGiochi e GiocAreA.

## Elenco dei numeri
La numerazione in tabella è complessiva, ma la vera numerazione di copertina ricomincia da 1 ogni anno.
| Numero | Anno | Mese/i            |
| ------ | ---- | ----------------- |
| 1      | 1980 | Ottobre           |
| 2      | 1980 | Novembre          |
| 3      | 1980 | Dicembre          |
| 4      | 1981 | Gennaio           |
| 5      | 1981 | Febbraio          |
| 6      | 1981 | Marzo             |
| 7      | 1981 | Aprile            |
| 8      | 1981 | Maggio            |
| 9      | 1981 | Giugno            |
| 10     | 1981 | Luglio            |
| 11     | 1981 | Agosto            |
| 12     | 1981 | Settembre         |
| 13     | 1981 | Ottobre           |
| 14     | 1981 | Novembre          |
| 15     | 1981 | Dicembre          |
| 16     | 1982 | Gennaio           |
| 17     | 1982 | Febbraio          |
| 18     | 1982 | Marzo             |
| 19     | 1982 | Aprile            |
| 20     | 1982 | Maggio            |
| 21     | 1982 | Giugno            |
| 22     | 1982 | Luglio            |
| 23     | 1982 | Agosto            |
| 24     | 1982 | Settembre         |
| 25     | 1982 | Ottobre           |
| 26     | 1982 | Novembre          |
| 27     | 1982 | Dicembre          |
| 28     | 1983 | Gennaio           |
| 29     | 1983 | Febbraio          |
| 30     | 1983 | Marzo/aprile      |
| 31     | 1983 | Maggio            |
| 32     | 1983 | Giugno            |
| 33     | 1983 | Luglio/agosto     |
| 34     | 1983 | Settembre         |
| 35     | 1983 | Ottobre           |
| 36     | 1983 | Novembre/dicembre |
| 37     | 1984 | Gennaio           |
| 38     | 1984 | Febbraio          |
| 39     | 1984 | Marzo             |
| 40     | 1984 | Aprile            |
| 41     | 1984 | Maggio/giugno     |
| 42     | 1984 | Luglio            |
| 43     | 1984 | Agosto/settembre  |